# Ungdomsspelare
Ungdomsspelare är ett begrepp och åldersklass inom lagsport och andra idrottsliga sammanhang för att beteckna en spelare som är ung eller en tävlingsform för unga spelare som inte uppnått junior- eller seniornivå. Normalt betecknas en spelare som ungdomsspelare fram till 16 års ålder. De flesta idrottsförbund har regelbundna tävlingar för ungdomslag i form av serie eller cup på motsvarande sätt som ett junior- eller seniorlag.
Enligt svenska ishockey- samt fotbollförbundens tävlingsregler betecknas en spelare som ungdomsspelare till och med det kalenderår spelaren fyller 17 år, därefter betecknas spelaren som junior från och med det kalenderår spelaren fyller 18 år till och med det kalenderår spelaren fyller 19 år, och därefter senior.
Inom handboll betecknas enligt svenska tävlingsbestämmelserna en spelare som ungdomsspelare till och med det kalenderår spelaren fyller 16 år, därefter betecknas spelaren som junior från och med det kalenderår spelaren fyller 17 år till och med det kalenderår spelaren fyller 18 år, och därefter senior.

### Fotnoter
1. ↑   (pdf) Tävlingsbestämmelser år 2013. Svenska Fotbollsförlaget AB. 2013. sid. 2. Arkiverad från originalet den 11 december 2013. https://web.archive.org/web/20131211145757/http://fogis.se/ImageVault/Images/id_92120/scope_0/ImageVaultHandler.aspx#page=2. Läst 5 okt 2013
2. ↑  ”§ 1:8 Åldersindelning och licenseindelning” (pdf). Tävlingsbestämmelser 2013/2014. Svenska Ishockeyförbundet. 24 sep 2013. sid. 10. Arkiverad från originalet den 27 mars 2014. https://web.archive.org/web/20140327225757/http://swehockey.se/ImageVaultFiles/id_29678/cf_113/TB_2013-2014_130924.PDF. Läst 12 december 2013 Arkiverad 27 mars 2014 hämtat från the Wayback Machine.
3. ↑  ”§8 Nationella representationsbestämmelser” (pdf). Tävlingsbestämmelser 2013/2014. Svenska Handbollförbundet. 12 sep 2013. sid. 20-21. Arkiverad från originalet den 16 december 2013. https://web.archive.org/web/20131216074338/http://www.svenskhandboll.se/ImageVaultFiles/id_5357/cf_31/T-vlingsbest-mmelser_13-14_sid_20-25_kapitel_8.PDF#page=2. Läst 12 december 2013